# جواز سفر مجموعة الكاريبي

علم مجموعة الكاريبي.

جواز السفر مجموعة الكاريبي هو وثيقة سفر تصدر من قبل الدول الأعضاء الخمسة عشر في مجموعة الكاريبي لمواطنيها. ويمكن استخدامه للسفر الإقليمي والدولي. تم إنشاء جواز السفر لتسهيل السفر داخل المنطقة.
اعتبارا من مطلع عام 2009، أدخلت اثنتا عشرة دولة عضوة جوازات مجموعة الكاريبي. هذه الدول هي أنتيغوا وبربودا وبربادوس وبليز، ودومينيكا، وغرينادا، وغيانا، وجامايكا، وسانت كيتس ونيفيس، سانت لوسيا، سانت فينسنت والغرينادين وسورينام وترينيداد وتوباغو.

## صورة جوازات السفر لمجموعة الكاريبي

باربادوس
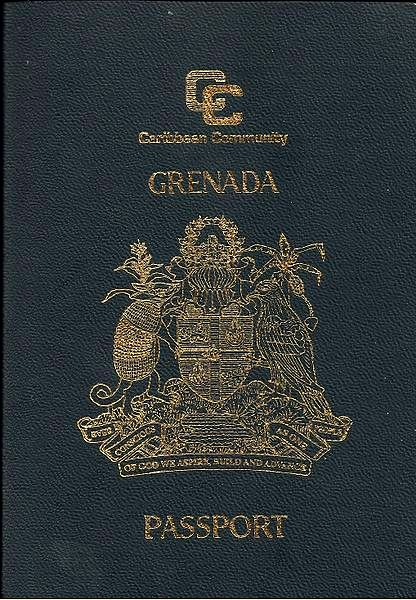
غرينادا
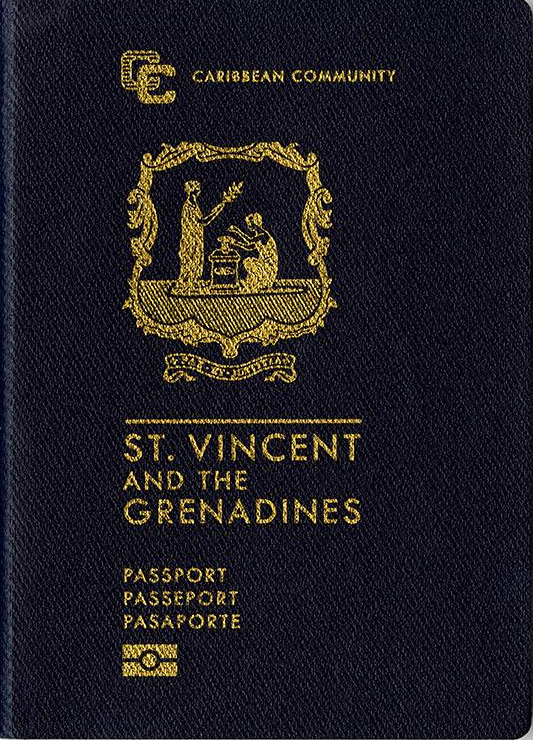
سانت فينسنت والغرينادين